# Cine Alexandra
El Cine Alexandra va ser una sala d'exhibició cinematogràfica ubicada a la Rambla Catalunya, 90 de Barcelona. Va obrir les portes el 26 de març de 1949 gràcies a l'impuls de l'empresari barceloní Modest Castañé i Lloret. Es va cobrir una zona que fins aleshores no comptava amb cap cinema. Va ser una sala que va estar gairebé sempre entre les més distingides de Barcelona. Aquesta tenia un aforament de 1051 localitats repartides entre Platea (710) i Anfiteatre (341) i amb una sonoritat perfecta. El nom del cinema començava per la lletra “A" per a situar-la als primers llocs de les llistes d'espectacles. Una tècnica ja utilitzada en la resta de cinemes de la família Castañé.
La primera projecció va ser Sitting Pretty, una comèdia de la Fox. Les projeccions es programaven amb el Cine Atlanta. El març de 1949, el periodista i crític Horacio Sáenz Guerrero qualificava la sala que acollia aquestes primeres projeccions com un «elegant saló barceloní». El recorregut del cinema va estar marcat pel cinema d'autor i un molt bon tracte amb la premsa cinematogràfica.
El 4 de febrer de 1972, els fills de Modest, Josep Maria i Joan Antoni Castañé i Llopart van traspassar les projeccions i la programació a l'empresa Cinesa, però aquesta va continuar amb la mateixa temàtica. 
L'any 1979 Joan Antoni Castañé va dirigir la reforma que es va dur a terme al local. Aquesta va consistir en transformar l'amfiteatre en dues sales més petites, anomenades Alex 1 (123 butaques) i Alex 2 (136 butaques). Aquestes dues sales es van inaugurar el 8 de febrer de 1980, amb la projecció de El super i Apocalypse Now, respectivament. Aquestes sales es van nomenar oficialment en Alexandra 2 i Alexandra 3, l'11 de gener de 1988.
El dia 13 de maig de 2002 es va desplomar la marquesina del cine Alexandra, i va provocar dos ferits lleus.
El 2010, el director del cinema, Ramon Colom i Josep Salvatella, director del Teatreneu engegaren un nou projecte. Aquest consistí en un nou teatre, Alexandra Teatre, a la sala principal del cinema Alexandra, amb una capacitat per a 360 espectadors. Amb aquest objectiu, els promotors van realitzar-hi canvis estructurals i tècnics a dues de les sales –creació de camerinos, adequació de l'escenari– per fer possible la convivència dels espectacles en viu amb les sessions de cine.
El 19 de desembre de 2013 va tancar portes com un efecte més de la crisi del sector. Es va acomiadar amb dues sessions especials. La primera, el dia 17, va reunir crítics de cinema. I el dia 19 s'acomiada del públic amb la projecció del film que va inaugurar la sala, Sitting Pretty.
Almenys fins al 1995, el Cine Alexandra era la sala d'exhibició que havia guanyat més cops el Premi Sant Jordi de Cinematografia a la millor sala d'exhibició de Barcelona.